# Aéroport de Ngaoundéré
L’aéroport de Ngaoundéré (code IATA : NGE • code OACI : FKKN) est situé dans la région de l'Adamaoua, au Cameroun. Selon la Cameroon Civil Aviation Authority, sa capacité est de 200 000 passagers par an.

## Situation
| \| 100 km1:12 607 000 \| Garoua Maroua Ngaoundéré Yaoundé-Ville Yaoundé-Nsimalen Douala Bamenda Bafoussam Ngola Koutaba Kika Mvomeka'a |
| 100 km1:12 607 000 |

## Compagnie aérienne et destinations
| Compagnies | Destinations             |
| ---------- | ------------------------ |
| Camair-Co  | Douala, Yaoundé-Nsimalen |

Edité le 16/10/2023